# سیفیسو هلانتی
سیفیسو هلانتی (انگلیسی: Sifiso Hlanti؛ زادهٔ ۱ مهٔ ۱۹۹۰) بازیکن فوتبال اهل آفریقای جنوبی است که در پست دفاع چپ برای باشگاه فوتبال بیدوست ویتس در لیگ برتر فوتبال آفریقای جنوبی بازی می‌کند.
وی همچنین در تیم ملی فوتبال آفریقای جنوبی بازی کرده‌است.